# Старое Славкино
Старое Славкино — село в Малосердобинском районе Пензенской области России. Административный центр Старославкинского сельсовета.

## География
Село находится в южной части Пензенской области, в пределах южной части Приволжской возвышенности, в лесостепной зоне, к западу от автодороги Р208, на расстоянии примерно 12 километров (по прямой) к северо-востоку от села Малая Сердоба, административного центра района. Абсолютная высота — 227 метров над уровнем моря.

### Климат
Климат характеризуется как умеренно континентальный, с относительно жарким летом и холодной продолжительной зимой. Средняя температура воздуха самого холодного месяца (января) составляет −13 °C; самого тёплого месяца (июля) — 20 °C. Продолжительность безморозного периода равна 140—150 дней. Годовое количество атмосферных осадков — 497 мм, из которых большая часть выпадает в тёплый период. Снежный покров держится в течение 130—140 дней.

### Часовой пояс
Село Старое Славкино, как и вся Пензенская область, находится в часовой зоне МСК (московское время). Смещение применяемого времени относительно UTC составляет +3:00.

## Население
| 1709  | 1748  | 1764  | 1795  | 1835  | 1859  | 1884  |
| ----- | ----- | ----- | ----- | ----- | ----- | ----- |
| 58    | ↗574  | ↗846  | ↗1478 | ↗3144 | ↗3606 | ↗4555 |
| 1897  | 1902  | 1914  | 1921  | 1926  | 1935  | 1939  |
| ↗5592 | ↗5693 | ↗7141 | ↗7352 | ↘6708 | ↘2305 | ↗2313 |
| 1959  | 1970  | 1979  | 1989  | 1993  | 2002  | 2010  |
| ↘1919 | ↘1783 | ↘1390 | ↘1380 | ↘1307 | ↘893  | ↘845  |
| 2021  |       |       |       |       |       |       |
| ↘756  |       |       |       |       |       |       |

### Национальный состав
Согласно результатам переписи 2002 года, в национальной структуре населения мордва составляла 72 % из 893 чел., русские — 26 %.